# نقش‌بازی
نقش‌بازی (به انگلیسی: Role Play) یک فیلم دلهره‌آور آمریکایی محصول ۲۰۲۴ به کارگردانی توماس وینسنت، نویسندگی ست اوون، و تهیه‌کنندگی و بازی کیلی کوئوکو است. این فیلم در ۱۲ ژانویه ۲۰۲۴ توسط آمازون پرایم ویدئو به نمایش درآمد.

## داستان
این فیلم روایتگر زندگی زنی است که در کنار همسر و دو فرزندش زندگی بی‌نقصی در نیوجرسی دارند. وقتی این زوج تصمیم به نقش بازی کردن برای بهبود بخشیدن به رابطه عاشقانه خود می‌گیرند، مرد متوجه می‌شود که همسرش یک آدمکش حرفه‌ای است.

## بازیگران
- کیلی کوئوکو
- دیوید اویلوو
- کانی نیلسن
- بیل نای

## ساخت
فیلمبرداری در ژوئیه ۲۰۲۲ در استودیو بابلزبرگ در برلین، آلمان آغاز شد.

## بازخورد
در وبگاه جمع‌آوری نقد راتن تومیتوز، ٪۲۲ از ۳۲ بررسی منتقدان مثبت است و میانگینِ امتیاز آن ۴٫۸/۱۰ است. این فیلم در متاکریتیک که از میانگین وزنی استفاده می‌کند، بر اساس نظر ۱۱ منتقدین امتیاز ۳۸ از ۱۰۰ را کسب کرده که نشان‌گر «نقدهای عموما نامطلوب» است.